# ヒンドゥスターン

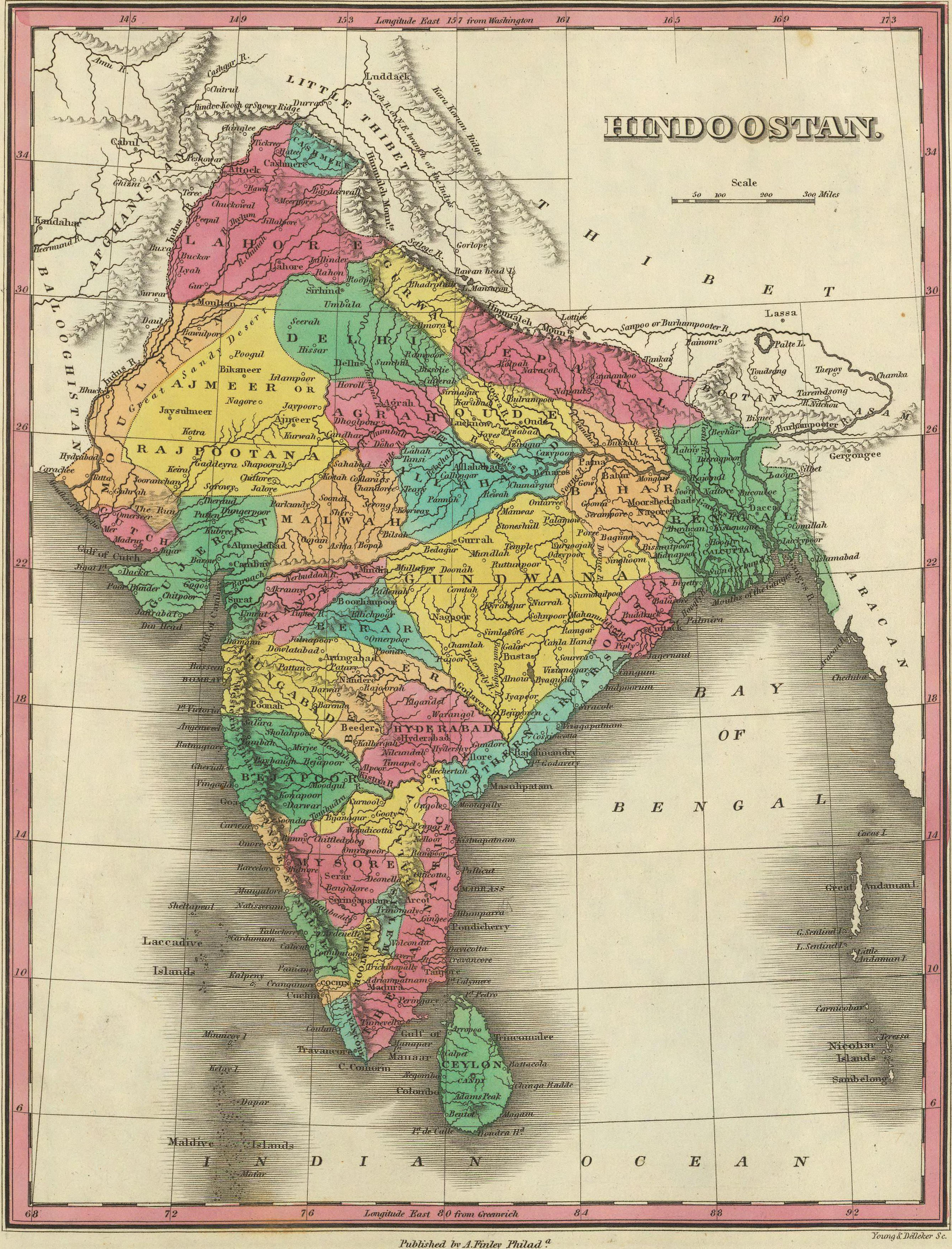
ヒンドゥスターンの地図の一例 （1831年）。現在のインドのほか、パキスタン、バングラデシュ、スリランカ、ネパールまで含まれている例。

ヒンドゥスターン （ヒンドゥスターニー: Hindustān [ɦɪn̪d̪ʊst̪aːn]、ヒンディー語表記: हिन्दुस्तान、ウルドゥー語表記: ہندوستان）、英語: Hindustan） は、インドないしインド亜大陸の地域、もしくはインドの別名である。ヒンドースターン（Hindostan）とも呼ばれる。

## 語源
ペルシア語でインダス川を意味する「ヒンドゥー」（Hindū） に、同じくペルシア語で「土地」を表す「スターン」 （stān） をつけた語で、「インダス川（およびそれ以東）の土地」を意味する。

## 範囲
その具体的な範囲は一定せず、以下のような意味がある。

### インダス川以東
古代ペルシャ人は、インダス川より東方を総じてヒンドゥスターンと呼んでいた。

### インド北部
インド北部、ヒマラヤ山脈とデカン高原の間の平原地帯。西はパンジャブから、東はアッサムにいたる。
北インドの平野部分をヒンドゥスターン平原と呼んだり、北インドを中心に通用する言語（インドの第1言語ヒンディー語とパキスタンの第1言語ウルドゥー語が含まれる）を共通の言語と考えてヒンドゥスターニーと呼んだりする。

### ヒンドゥー教地域
イスラム教地域であるパキスタンに対して、ヒンドゥー教地域をヒンドゥスターンとする。おおよそ、インド（インド共和国）の領土に一致する。
イギリス領インドの分離独立構想で、イスラーム教徒の国であるパキスタンに対する言葉としてよく使われた。ただし、当時の構想では、（最終的にはインドとパキスタンに分割された）パンジャーブ州とベンガル州の全域がパキスタンに帰属することが想定されており、また、藩王国の帰属は未定だった。
ヒンドゥスターンは最終的に、ヒンドゥスターンではなくインドとして独立した。しかし、その後もインドの主要な自動車製造会社の名称（ヒンドゥスタン・モーターズ）や航空機製造会社の名称（ヒンドゥスタン・エアロノーティックス）に付されていたり、インドの主要な新聞の名称に「Hindustan Times」および「Hindustan Dainik」があるなど、現在まで根強く使われている。

### インド亜大陸
最も広義には、インド亜大陸全域を意味する。

### ムガル帝国
「ムガル」とは、帝室の祖バーブルが、チンギス・カンの血脈に連なる事であることから、ペルシャ語でモンゴルを意味する「ムグール」が訛った呼び名であり、あくまで外国からの他称である。帝国自身は、自国の名として「ヒンドゥスターン」を名乗っていたと考えられている。